# میستی بلوورز
میستی بلوورز (به انگلیسی: Misty Blowers)؛ افسر ارشد فناوری نیروی دریایی ایالات متحده، دانشمند رایانه آمریکایی و استاد فناوری‌های زنجیره بلوکی در دانشگاه جورج میسون است. او جایزه دستاوردهای اولیه ۲۰۱۸ را از اسپای دریافت کرد.

## سنین جوانی و تحصیلات
بلوورز در دبیرستان Oneida در شهرستان اونیدا، نیویورک تحصیل کرد. او در دانشگاه ایالتی نیویورک دانشکده علوم محیطی و جنگل‌داری تحصیل کرد و در سال ۱۹۹۵ مدرک کارشناسی خود را در رشته علوم کاغذ گرفت. پس از فارغ‌التحصیلی، او شش سال را در تامین‌کنندگان تجهیزات فرایند شیمیایی برای طراحی سیستم‌های آسیاب خمیر کاغذ کار کرد. بلوورز در سال ۲۰۰۳ مدرک کارشناسی ارشد خود را در رشته علوم رایانه در دانشگاه سیراکیوز به پایان رساند. او دکترای خود را در رشته علوم کاربردی و مهندسی در کالج علوم محیطی و جنگلداری دانشگاه ایالتی نیویورک در سال ۲۰۰۹ دریافت کرد.

## حرفه
بلوورز شروع به کار برای آزمایشگاه تحقیقاتی نیروی هوایی کردند. او عملیات سایبری را مدیریت می‌کرد و بیش از ۱۷۵ میلیون دلار از قراردادهای دولتی را مراقبت می‌کرد. بلوورز دارای چندین اختراع برای تشخیص و ردیابی است. او یک رویکرد مبتنی بر یادگیری ماشینی را برای نظارت بر سیستم‌های پیچیده در زمان واقعی و ارائه هشدارهای عملی طراحی و توسعه داد. او در سال ۲۰۱۴ توسط انجمن فنی نیویورک مرکزی به عنوان «فناور سال» انتخاب شد و تنها زنی است که تاکنون این جایزه را برده‌است.
او به همراه گروهی از بچه‌های دبیرستانی کتاب تکامل عملیات و فناوری‌های سایبری تا سال ۲۰۳۵ را در سال ۲۰۱۵ نوشت. او Datalytica LLC را در سال ۲۰۱۵ تأسیس کرد بلوورز به توسعه برنامه‌های وزارت دفاع ایالات متحده مشغول است. او استاد کمک فن‌آوری‌های زنجیره بلوکی در دانشگاه جورج میسون است. بلوورز مدیر توسعه استراتژیک شرکت در پراتون بود و کارهای مشابهی را در چندین شرکت دیگر انجام می‌دهد.
او جایزه دستاوردهای اولیه ۲۰۱۸ را از اسپای دریافت کرد. او یکی از اعضای گروه ناتو در زمینه تضمین مأموریت سیستم‌های بدون سرنشین خودگردان منصوب شد.